# Bacillales
Bacillales è un ordine di batteri appartenente alla classe dei Bacilli. Di questo ordine fanno parte le seguenti famiglie: 
- Alicyclobacillaceae
- Bacillaceae
- Caryophanaceae
- Listeriaceae
- Paenibacillaceae
- Planococcaceae
- Sporolactobacillaceae
- Staphylococcaceae
- Thermoactinomycetaceae
- Turicibacteraceae